# Bitva u Dogger Banku (1915)
Bitva u Dogger Banku v roce 1915, byla námořní bitva první světové války, ve které se utkaly eskadry britského a německého loďstva. Bitva se uskutečnila ráno a dopoledne 24. ledna 1915 u Dogger Banku (též Doggerbank) v Severním moři a ačkoliv v ní Britové zvítězili, nedokázali využít své početní převahy a průzkumný svaz německých bitevních křižníků kontradmirála Hippera zlikvidovat.
Uvedené časy jsou v GMT+0

## Pozadí

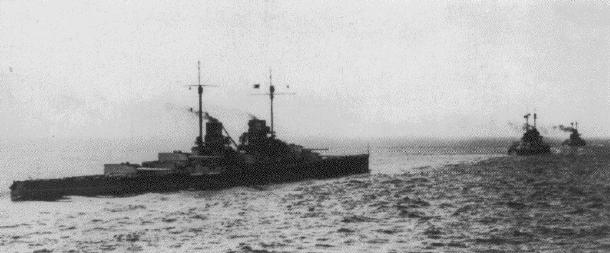
Derfflinger, Moltke a Seydlitz na cestě k Doggerbanku

Během prvního válečného roku 1914 podnikla německá Hochseeflotte (kromě převážně minovacích operací lehkých sil) dva nájezdy na britské pobřeží. Toto první ostřelování Anglie od dob admirála de Ruytera a fakt, že britská Grand Fleet mu nedokázala zabránit, vyvolal v Anglii vlnu zděšení. Britové přesunuli část jednotek Grand Fleet více na jih, aby byli schopni pružněji reagovat a zároveň rozmístili hlídky v oblasti Dogger Banku.
Na německé straně císař Vilém II. po srpnové první bitvě u Helgolandské zátoky nařídil, že žádné operace nesmějí být prováděny bez jeho výslovného souhlasu a toto prohlášení doplnil 10. ledna 1915 směrnicí, ve které zdůraznil, že prioritou je zachovat Hochseeflotte netknutou pro případné mírové jednání. Tlak na větší aktivitu Hochseeflotte ale rostl a tak císař povolil vrchnímu veliteli Hochseeflotte admirálovi von Ingenohlovi podnikat dle vlastního uvážení častější výpady do Severního moře za účelem likvidace menších sil nepřítele silnějšími vlastními.
19. ledna 1915 dokonce provedly britské bitevní křižníky admirála Beattyho výpad do oblastí západně od Helgolandu. Von Ingenohl proto nařídil veliteli průzkumné eskadry bitevních křižníků kontradmirálovi von Hipperovi průzkum bojem v oblasti Dogger Banku: zjistit sílu nepřítele a případně ho zničit.
V 17:45 23. ledna opustil Hipperův svaz kotviště v ústí řeky Jade a vydal se splnit úkol. Téměř současně ale z Rosythu vyplul mnohem silnější britský svaz admirála Beattyho, protože Britové byli o plánovaném vyplutí německé eskadry informováni díky schopnosti číst německé radiogramy. Neznali sice cíl výpadu, ale předpokládali, že to bude další výpad do Severního moře, aspoň do oblasti Dogger Banku. Beattyho svaz, tvořený pěti bitevními křižníky s doprovodem, se měl 24. ledna v 7:00 setkat s harwichským svazem komodora R. Y. Tyrwhitta, tvořeným lehkým křižníkem a sedmi torpédoborci. Místo setkání se nacházelo asi 30 mil (48 km) severně od Doggerské mělčiny a 180 mil (290 km) západně od Helgolandu. Další britské lodě zajišťovaly ochranu východního pobřeží a večer 23. ledna vyplul na moře i admirál Jellicoe s jádrem Grand Fleet. Tyto síly ale do nadcházející bitvy zasáhnout nestihnou.

## Bitva

Srovnání obou eskader

Ráno 24. ledna pluly německé bitevní křižníky SMS Seydlitz (vlajkový), SMS Moltke, SMS Derfflinger a pancéřový křižník SMS Blücher severozápadním kurzem. Předvoj tvořily lehké křižníky SMS Graudenz a SMS Stralsund, zatímco SMS Rostock hlídkoval na pravém křídle a SMS Kolberg na levém.
Beatty a Tyrwhitt se setkali na dohodnutém místě v 7:10. Viditelnost byla dobrá (cca 13–16 km), moře poměrně klidné (3-4° Baufortovy stupnice) a vítr vál od východoseverovýchodu. Krátce po setkání (asi v 7:20) zpozoroval předsunutý britský lehký křižník HMS Aurora německý SMS Kolberg a pustil se s ním do dělostřeleckého souboje, ve kterém oba soupeři zaznamenaly zásahy. Když Hipper zjistil, že stojí proti mnohem silnějšímu protivníkovi, nařídil otočit a ustoupit zpátky na základnu. Britské bitevní křižníky zvýšily rychlost a když v 8:52 nařídil Beatty další zvýšení rychlosti, začaly oba starší bitevní křižníky tvořící 2. eskadru kontradmirála Moorea HMS New Zealand a HMS Indomitable zaostávat. Vážnou hrozbou německému svazu ale představovaly bitevní křižníky 1. eskadry viceadmirála Beattyho, které pluly v pořadí HMS Lion (vlajkový), HMS Tiger a HMS Princess Royal, které se začaly přibližovat. Německý svaz byl totiž zpomalován přítomností pancéřového křižníku SMS Blücher, který měl ještě parní stroje, zatímco ostatní německé lodě již byly poháněny mnohem výkonnějšími turbínami.

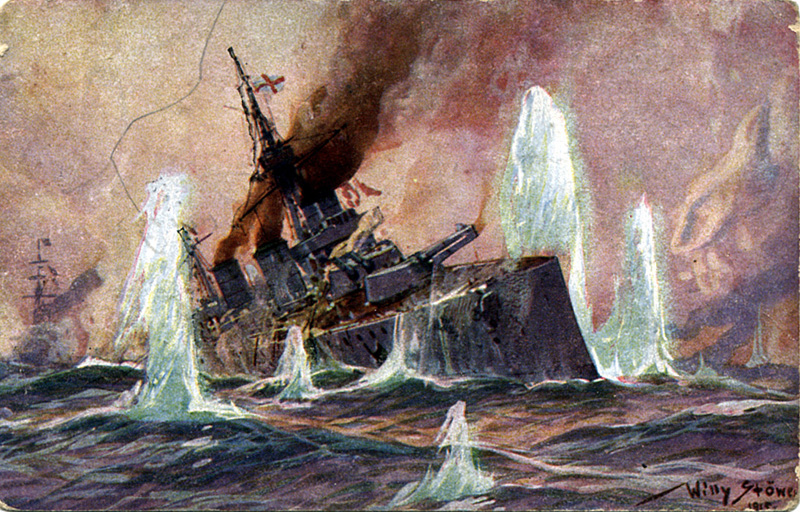
HMS Lion u Doggerbanku

Oba svazy teď pluly jihovýchodním kurzem ve schodovitě odstupňované formaci. V 9:05 zahájily první tři britské bitevní křižníky ze vzdálenosti 18 000 m palbu na poslední loď německé formace — SMS Blücher. V 9:20 začaly na vzdálenost 16 500 m odpovídat německé křižníky a v 9:30 se k palbě na SMS Blücher přidal i HMS New Zealand, zatímco HMS Indomitable byl stále mimo dostřel. Když se vzdálenost zmenšila na 16 000 m, nařídil v 9:35 Beatty střílet na německé lodě na odpovídající pozici (tedy první na první, druhá na druhou, etc…), ale jeho signál nebyl správně pochopen. Neschopnost signalizovat a rozumět signálům byla koneckonců lodím Beattyho svazu vlastní. Výsledkem špatně pochopeného rozkazu tedy bylo, že nejnovější britský bitevní křižník HMS Tiger střílel stejně jako vedoucí loď formace HMS Lion na německou vedoucí loď SMS Seydlitz, zatímco SMS Moltke zůstal nepostřelován. HMS Tiger se ale nevyznamenal ani při střelbě na chybný cíl, neboť jeho dělostřelci si spletli dopady vlastních granátů s dopady granátů z HMS Lion a podle nich korigovali svoji palbu, takže jeho granáty neškodně přelétávaly svůj cíl a neškodně dopadaly do moře asi 2 500 m za SMS Seydlitz. Tato nejhůře střílející loď Beattyho eskadry tak během celé bitvy vystřelila celkem 255 granátů ráže 343 mm, aniž zaznamenala jediný zásah. HMS Princess Royal pochopil signál správně a střílel na SMS Derfflinger. HMS New Zealand pálil na SMS Blücher a HMS Indomitable zůstával stále mimo dostřel.

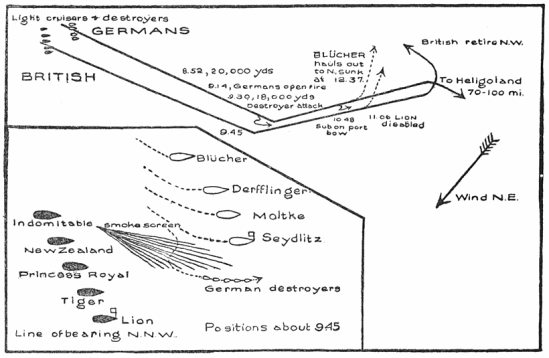
Mapa průběhu bitvy

V 9:43 byl SMS Seydlitz zasažen 343mm granátem z HMS Lion na zádi. Granát pronikl přes palubu, prorazil pancéřovou barbetu zadní dělové věže „D“, kde zapálil připravené prachové nálože. Oheň vnikl do přípravny střeliva pod věží a potom i přes průlez, kterým se snažila posádka věže uniknout, do sousední věže „C“. Naštěstí pro vlajkovou loď prachové nálože jenom hořely, ale neexplodovaly. Nejhoršímu pravděpodobně zabránil námořník Wilhelm Heidkamp, který otevřel rozžhavené ventily a nechal skladiště zatopit. Utrpěl při tom popáleniny rukou a plic a o několik let později zemřel. Plameny ze zasažené věže šlehaly do výšky 60 m a zahynulo 150 námořníků z obsluhy obou zadních věží, které byly obě vyřazeny z boje. SMS Seydlitz nabral na zádi 1 000 tun vody, ponor se zvětšil přibližně o 2 metry a loď zpomalila.
Všechny tři německé bitevní křižníky soustředily svoji palbu na vedoucí britskou loď HMS Lion. Ten byl poprvé zasažen v 10:01 280mm granátem ze SMS Seydlitz a pak v 10:18 dvěma 305mm granáty ze SMS Derfflinger. Jeden z nich zasáhl pancéřový pás na levoboku na čáře ponoru, který se prohnul dovnitř a do lodi začala pronikat mořská voda.
Od samého počátku střetnutí dopadaly britské granáty na SMS Blücher, který byl několikrát zasažen. V 10:30 se ale opakoval scénář ze SMS Seydlitz, když se po britském zásahu vznítily prachové nálože v muničním výtahu a následkem toho vyletěly do povětří obě dvě přední boční hlavní dělové věže. Zásah poškodil parovodní potrubí a kormidelní mechanismus. Loď zpomalila na 17 uzlů (31,5 km/h) a začala zaostávat za ostatními. Hipper se rozhodl zachránit svoje velké lodě za cenu obětováni SMS Blücher, kterému chtěl odlehčit protiútokem velkých torpédovek, ale ten se nestihl rozvinout…
Přibližně v 10:47 totiž začal HMS Lion ztrácet rychlost a později musela být zastavena levá turbína. Loď s náklonem 10° na levobok musela opustit místo v čele britské formace a zatáčkou vlevo napřed plul kolmo na kurz protivníka a později se začal vzdalovat z bojiště. Ostatní britské bitevní křižníky rovněž otočily o 90° doleva na severovýchodní kurz, protože z HMS Lion byl zahlédnut údajný periskop německé ponorky. Nejbližší německá ponorka ale byla vzdálená asi 60 mil (97 km), a tak šlo pravděpodobně o torpédo vystřelené jednou z německých velkých torpédovek. Hipper téměř současně změnil kurz na jižní, aby umožnil již výše zmíněný protiútok torpédovek, ale v nastalé situaci poznal, že torpédový útok nemá moc šancí na úspěch, a torpédovky odvolal. Nařídil znovu kurz na jihovýchod a SMS Blücher ponechal jeho osudu.

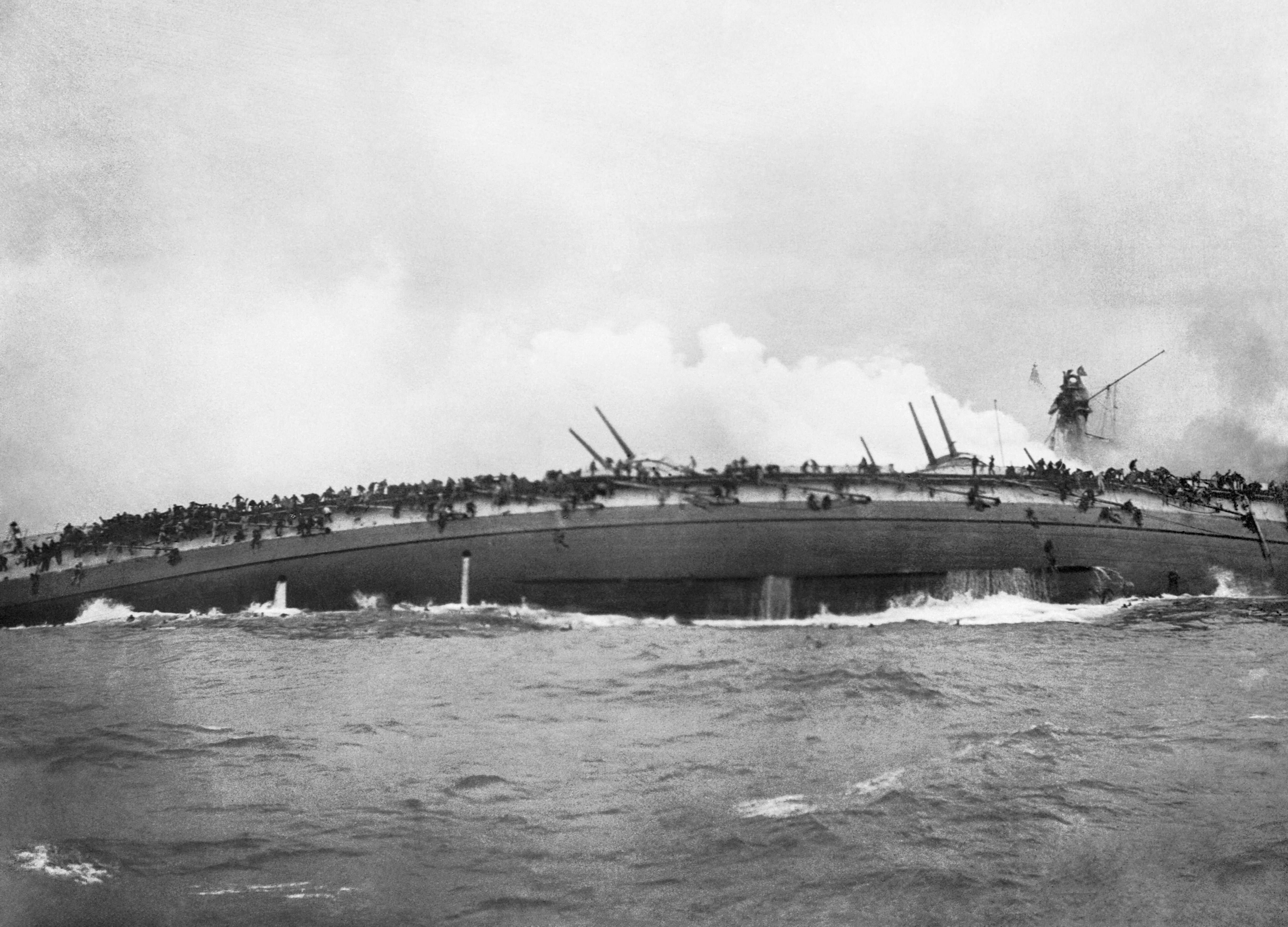
Německý pancéřový křižník SMS Blücher se v závěru bitvy převrací na levobok a potápí se

Beatty chtěl nechat poškozený SMS Blücher na starosti HMS Indomitable a lehkým křižníkům, zatímco zbývající bitevní křižníky se měly postarat o unikající německé lodě. Jelikož na poškozeném HMS Lion vypadla elektřina, nechal rozkaz signalizovat. V 11:05 vyvěsil rozkaz „Zaútočte na konec nepřátelské formace“, což spolu s předchozím vyvěšeným rozkazem ke změně kurzu na severovýchod zmátlo velitele ostatních bitevních křižníků a zejména kontradmirála Moorea, který po vyřazení HMS Lion převzal velení. Další chyba v britské signalizaci zapříčinila, že se všechny nepoškozené bitevní křižníky vrhly na ochromený SMS Blücher. Německá loď bojovala statečně a i když již celá hořela, poslední dvě 210mm děla odpovídala zdrcující britské přesile do poslední chvíle. Teprve po zásahu torpédy z křižníku HMS Arethusa se SMS Blücher převrátil na levobok a přibližně ve 12:30 potopil. Britové zachránili a vzali do zajetí 234 námořníků (z toho 45 zraněných), zbývajících 792 zahynulo. Celkem byl německý křižník zasažen asi 70 granáty velké ráže a nejméně dvěma torpédy.
Když Beatty viděl, že jeho rozkaz nebyl pochopen, přesedl v 11:50 na torpédoborec HMS Attack a ve 12:20 vztyčil znovu svoji vlajku na HMS Princess Royal. Chtěl obnovit stíhání Hipperova svazu, ale ten již byl daleko a tak ve 12:45 pronásledování vzdal a nařídil kurz k návrat na základnu. HMS Indomitable musel vzít ochromený HMS Lion do vleku. Rovněž zbývající německé lodě se již nikým nerušeny vrátily na základnu.

## Závěr a důsledky
Ačkoliv Britové v této bitvě zvítězili, na hlavy kontradmirála Moorea (velitel 2. eskadry bitevních křižníků) a námořního kapitána Pellyho (velitel HMS Tiger) se na britské straně snesla vlna kritiky zejména od admirálů Jellicoea (velitel Grand Fleet) a Fishera (první námořní lord admirality). Bylo jim vytýkáno zejména to, že umožnili únik německé eskadry, že se věnovali pouze doražení poškozeného pancéřového křižníku, a rovněž nedostatek bojového ducha, i když měli převahu v rychlosti, počtu lodí, hlavních děl i jejich ráže… Jedinou personální změnou na britské straně bylo převelení kontradmirála Moorea na Kanárské ostrovy jako velitele 9. eskadry křižníků. Další změnou bylo přesunutí části jádra Grand Fleet do Rosythu, zatímco Beatty se měl se svými křižníky přesunout do ústí řeky Humber.
Na německé straně bylo uznáno, že zařazení koncepčně zcela jiného plavidla — jakým SMS Blücher bezesporu byl — do formace bitevních křižníků byla chyba celého velení Hochseeflotte, a tak se Hipper nemusel zodpovídat ze ztráty jedné ze svých lodí. Z těžkého poškození SMS Seydlitz (opravy budou trvat až do konce května 1916) a jeho těsného úniku zkáze vyvodili Němci důsledky a podnikli konstrukční úpravy, které měly zabránit zášlehům plamene do skladišť střeliva. Britové si však z tohoto (a několika jiných příkladů) ponaučení nevzali, což se jim vymstilo později v bitvě u Jutska/Skagerraku. Velitel Hochseeflotte admirál von Ingenohl na svou funkci 2. února 1915 rezignoval a nahradil ho dosavadní náčelník admiralitního štábu Hugo von Pohl.
Stejně jako později v bitvě u Jutska/Skagerraku se i tady ukázal lepší výcvik a přesnost německých dělostřelců. Německé bitevní křižníky vystřílely celkem 976 granátů hlavní ráže a dosáhly 16 zásahů na HMS Lion a 6 na HMS Tiger, oproti 1043 těžkým granátům vypálených Brity, přičemž pouze HMS Lion dvakrát zasáhl SMS Seydlitz a HMS Princess Royal jednou zasáhl SMS Derfflinger. Tato statistika je ale mírně zavádějící, protože v ní chybí granáty vystřelené ze SMS Blücher, zásahy, které se jeho dělostřelcům podařily, a zásahy, které sám utržil, i když většina jich byla vypálena až v závěru bitvy z bezprostřední blízkosti.
Až do bitvy u Jutska/Skagerraku na přelomu května a června 1916 v Severním moři k žádnému střetu hlavních sil obou znepřátelených mocností nedošlo. Britové se soustředili na blokádu Německa a Němci spíše na operace na Baltu spojené s podporou pozemních operací. V Severním moři tak až na občasné krátké výpady, při nichž ale nedošlo k setkání obou loďstev (i když dvakrát se v roce 1915 ocitla na moři současně: 17.-18. května a 29.-31. května), odehrávala hlavně tzv. malá válka lehkých plavidel a ponorek.